# Trémargat
Trémargat [tʁemaʁgat] est une commune française située dans le département des Côtes-d'Armor, en région Bretagne.

## Géographie
Trémargat se trouvait historiquement en Cornouaille, dans le Pays Fañch.
| Saint-Nicodème  | Peumerit-Quintin  |           |
| Kergrist-Moëlou | Trémargat         | Lanrivain |
|                 | Plounévez-Quintin |           |

### Situation
Située à 13 kilomètres de Rostrenen, au cœur du Kreiz Breizh, Trémargat est une commune qui connaît aujourd'hui un développement original basé sur des dynamiques écologiques.

### Géologie et relief
De Duault à Corlay en passant par Trémargat et Saint-Nicolas-du-Pélem, sur plus de 30 km, un massif granitique correspondant à la partie ouest du batholite de Quintin, domine, atteignant 290 mètres, les collines schisteuses de la partie orientale du bassin de Châteaulin situées à son sud.
Les altitudes sont comprises entre 282 mètres pour le point le plus élevé (près de Quinquis-Auffret, dans la partie sud du finage communal) et 178 mètres pour les points les plus bas (à la fois dans la vallée du ruisseau de Belle Chasse et à la confluence du Blavet et du ruisseau de Saint-Georges, aux endroits où ces cours d'eau quittent le territoire communal). Le bourg, en position relativement centrale dans la commune, est à 267 mètres d'altitude.
| - Carte topographique de la commune de Trémargat. |

### Hydrographie et végétation
La commune est arrosée par le Blavet, dont le cours matérialise à l'est la limite avec Lanrivain. Le Blavet s'enfonce dans de profondes gorges dont les versants sont couverts de bruyères et d'ajoncs touffus et disparait complètement sur quelques centaines de mètres sous un amoncellement de roches granitiques formant un chaos, les gorges de Toul-Goulic. La commune est arrosée par des cours d'eau de taille plus modeste : le ruisseau de Belle Chasse, qui marque la limite avec Kergrist-Moëlou à l'ouest, et le ruisseau Saint-Georges. Ce sont des affluents de rive droite du Blavet.
Le barrage de Kerne-Uhel, sur la partie amont du Blavet, est à cheval sur les communes de Trémargat et Lanrivain. Construit par le département des Côtes-d'Armor à partir de 1979, il a été mis en eau en 1981, dans le but principal de produite de l'eau potable grâce à l'usine du "Syndicat Mixte Kerne Uhel" située juste en aval du barrage ; celui-ci, haut de 12 mètres et long de 120 mètres,a créé un lac de retenue de 74 hectares, entouré d'un périmètre de protection de 117 hectares, en bonne partie reboisé d'espèces feuillues. Le lac de retenue de Kerné-Uhel est à cheval sur les trois communes de Trémargat, Lanrivain et Peumerit-Quintin.
Le site abrite de nombreuses espèces sauvages comme la poule d'eau, le ragondin, le grèbe huppé, le héron cendré, le martin-pêcheur, la libellule déprimée, etc.. Réputé pour la pêche (classé en 2e catégorie), le lac, est peuplé de gardons, carpes et de carnassiers (brochets, sandres et perches) ; son annexe l'Anse du Rocleu, est dédiée à la pêche au brochet. La navigation sur le lac est autorisée pour les bateaux à voile, à rames ou à moteur électrique (interdite pour les moteur thermiques). Une base de loisirs, aménagée pour la pratique de la voile et du canoë-kayak, est située en amont du barrage, côté Trémargat-Peumerit-Quintin dans l'anse de Pen-ar-C'hoat. Un sentier de randonnée pour piétons et VTT, long de 12 km, fait le tour du lac ; un autre, long de 3 km, fait le tour de l'Anse du Rocleu.

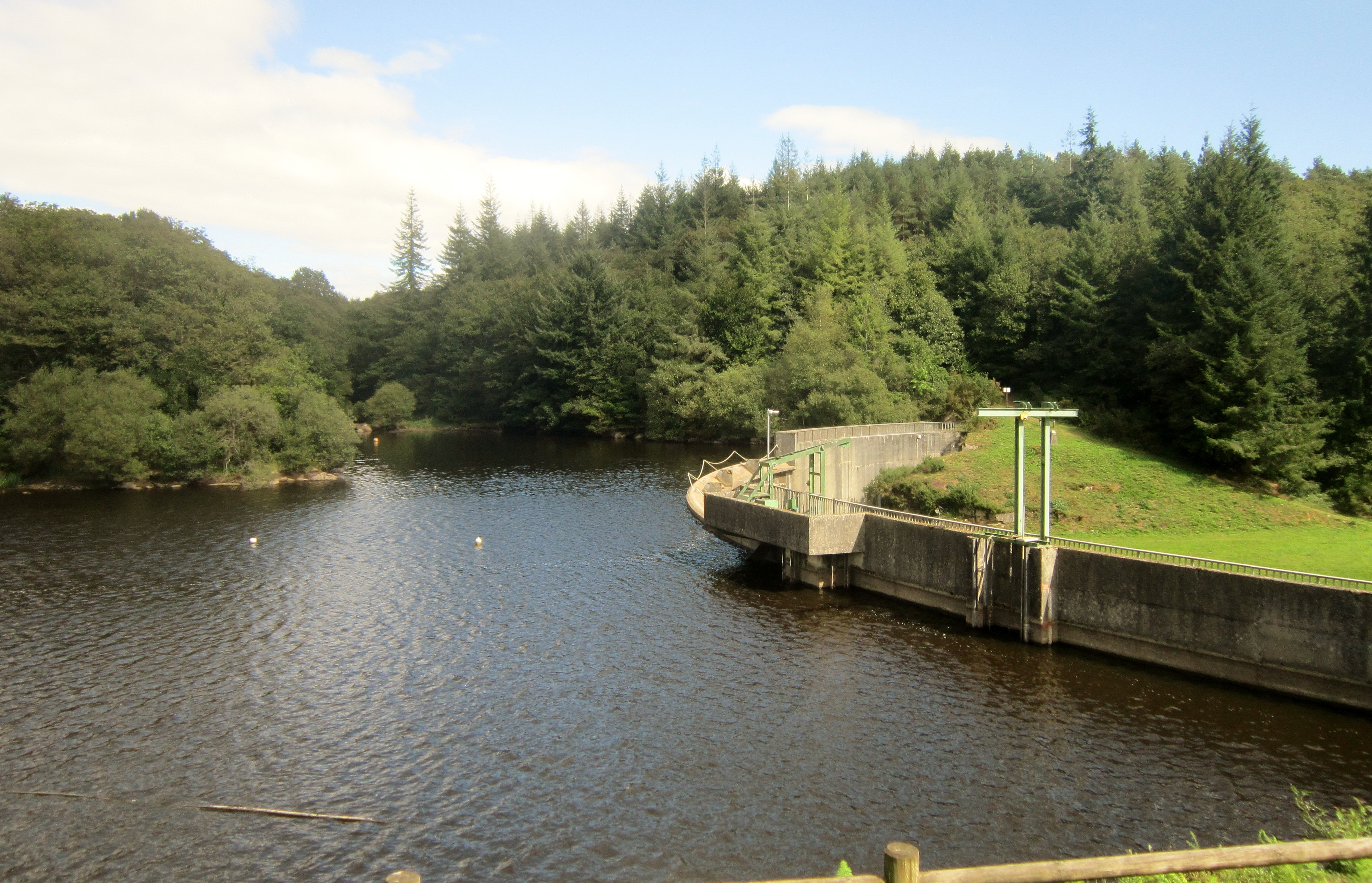
Le barrage et le lac de Kerne-Uhel vus depuis la rive côté Trémargat.
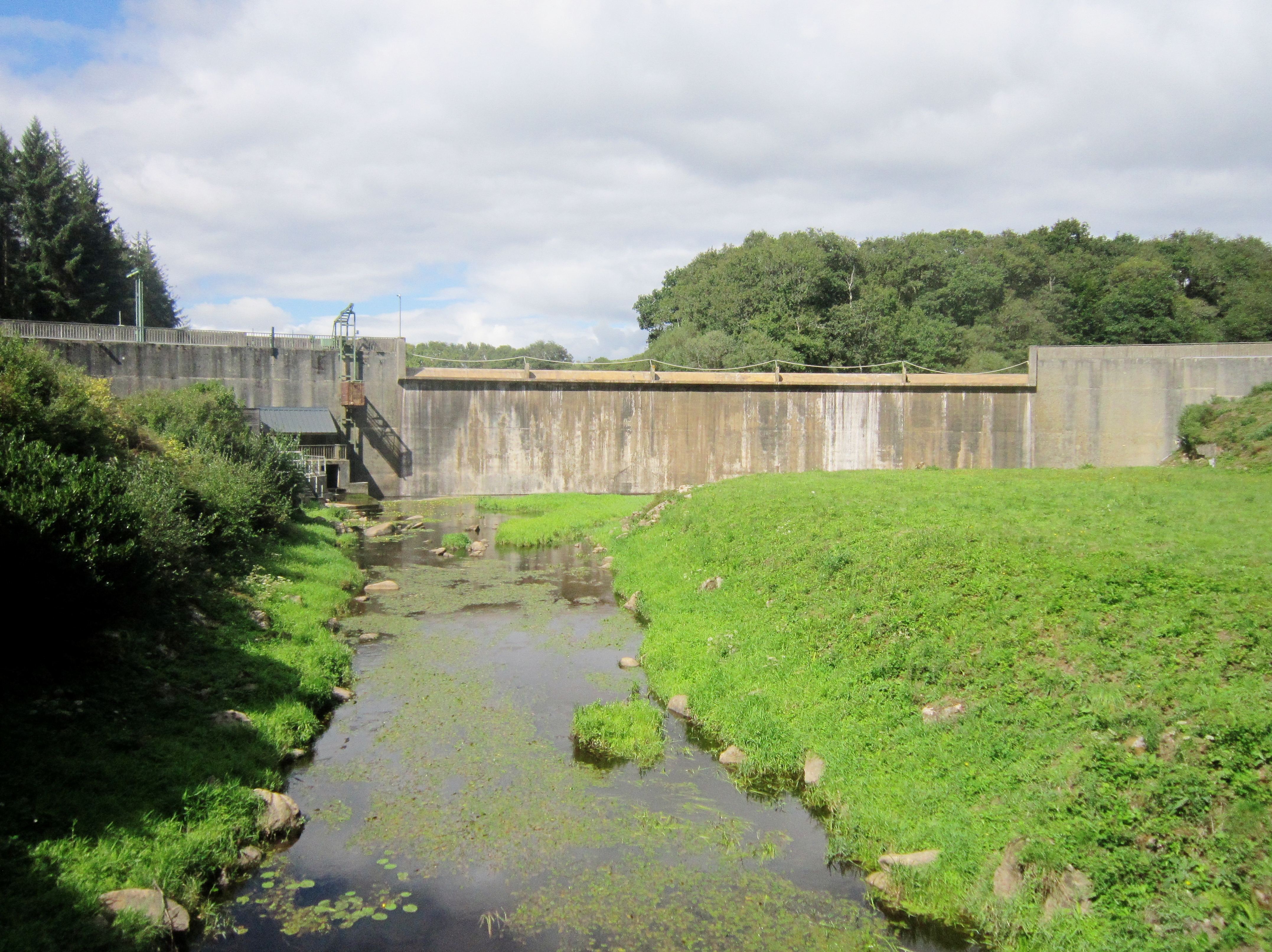
Le barrage de Kerne Uhel vu de l'aval.

La forêt départementale de Kerne-Uhel est une forêt plantée dans la décennie 1980 ; le site est parsemé de chaos de granit en boules et de talus boisés portant de vieux arbres aux formes torturées qui préexistaient. Cette forêt est incluse dans le périmètre du site Natura 2000 "Tête de bassin versant du Blavet et de l'Hyères", créé en 2007, et présente une diversité d'habitats naturels remarquables et des espèces à forte valeur patrimoniale comme la loutre d'Europe ou la mulette perlière, deux espèces d'intérêt communautaire.

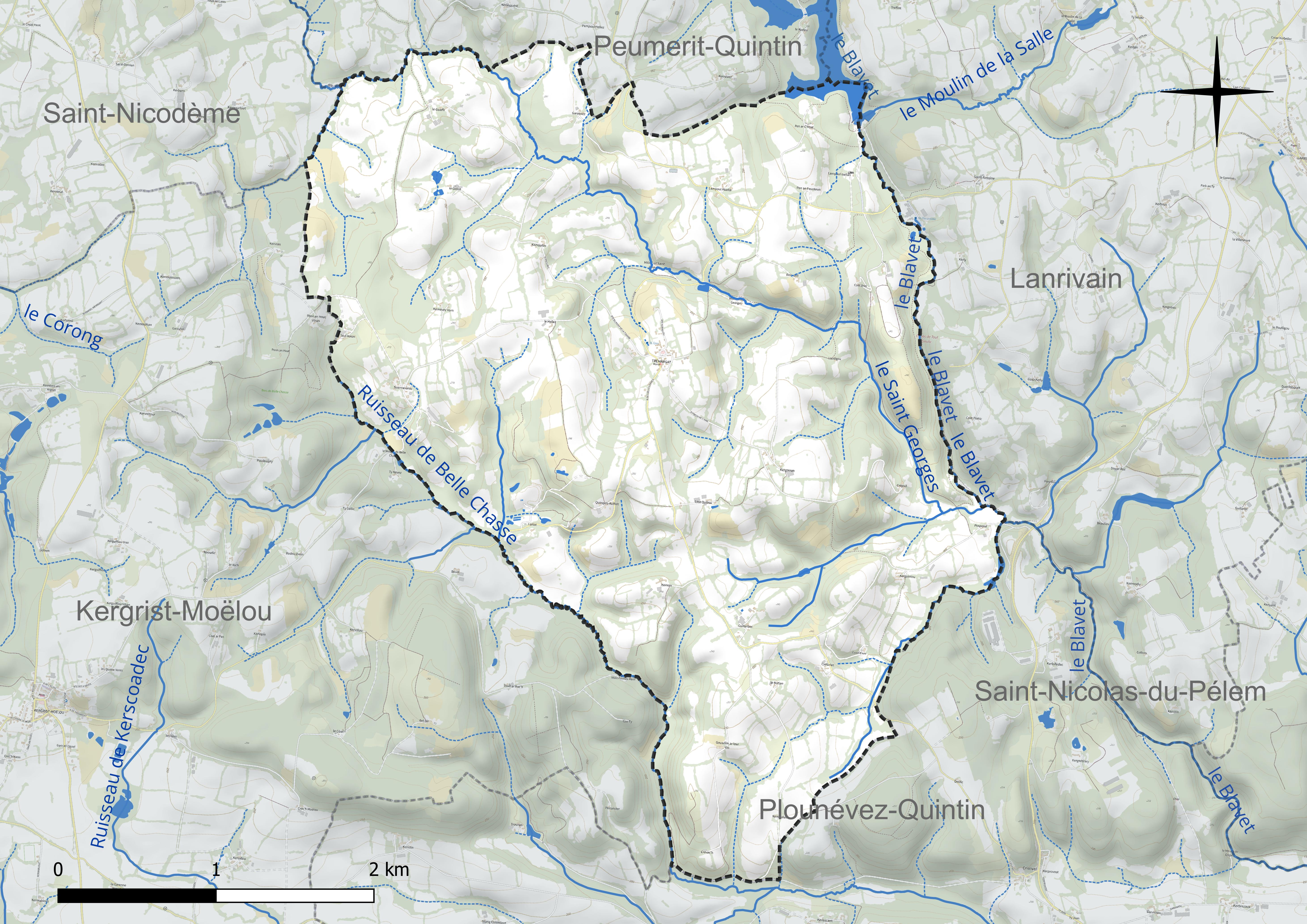
Réseau hydrographique de Trémargat.

### Climat
Pour des articles plus généraux, voir Climat de la Bretagne et Climat des Côtes-d'Armor.
En 2010, le climat de la commune est de type climat océanique franc, selon une étude du CNRS s'appuyant sur une série de données couvrant la période 1971-2000. En 2020, Météo-France publie une typologie des climats de la France métropolitaine dans laquelle la commune est exposée à un climat océanique et est dans la région climatique  Finistère nord, caractérisée par une pluviométrie élevée, des températures douces en hiver (6 °C), fraîches en été et des vents forts. Parallèlement l'observatoire de l'environnement en Bretagne publie en 2020 un zonage climatique de la région Bretagne, s'appuyant sur des données de Météo-France de 2009. La commune est, selon ce zonage, dans la zone « Monts d'Arrée », avec des hivers froids, peu de chaleurs et de fortes pluies.  
Pour la période 1971-2000, la température annuelle moyenne est de 10,4 °C, avec  une amplitude thermique annuelle de 11,9 °C. Le cumul annuel moyen de précipitations est de 1 147 mm, avec 17,4 jours de précipitations en janvier et 8,6 jours en juillet. Pour la période 1991-2020, la température moyenne annuelle observée sur la station météorologique la plus proche, située sur la commune de Kerpert à 11 km à vol d'oiseau, est de 10,8 °C et le cumul annuel moyen de précipitations est de 1 088,9 mm,. Pour l'avenir, les paramètres climatiques de la commune estimés pour 2050 selon différents scénarios d’émission de gaz à effet de serre sont consultables sur un site dédié publié par Météo-France en novembre 2022.

## Urbanisme

### Typologie
Au 1er janvier 2024, Trémargat est catégorisée commune rurale à habitat très dispersé, selon la nouvelle grille communale de densité à 7 niveaux définie par l'Insee en 2022.
Elle est située hors unité urbaine et hors attraction des villes,.

### Occupation des sols

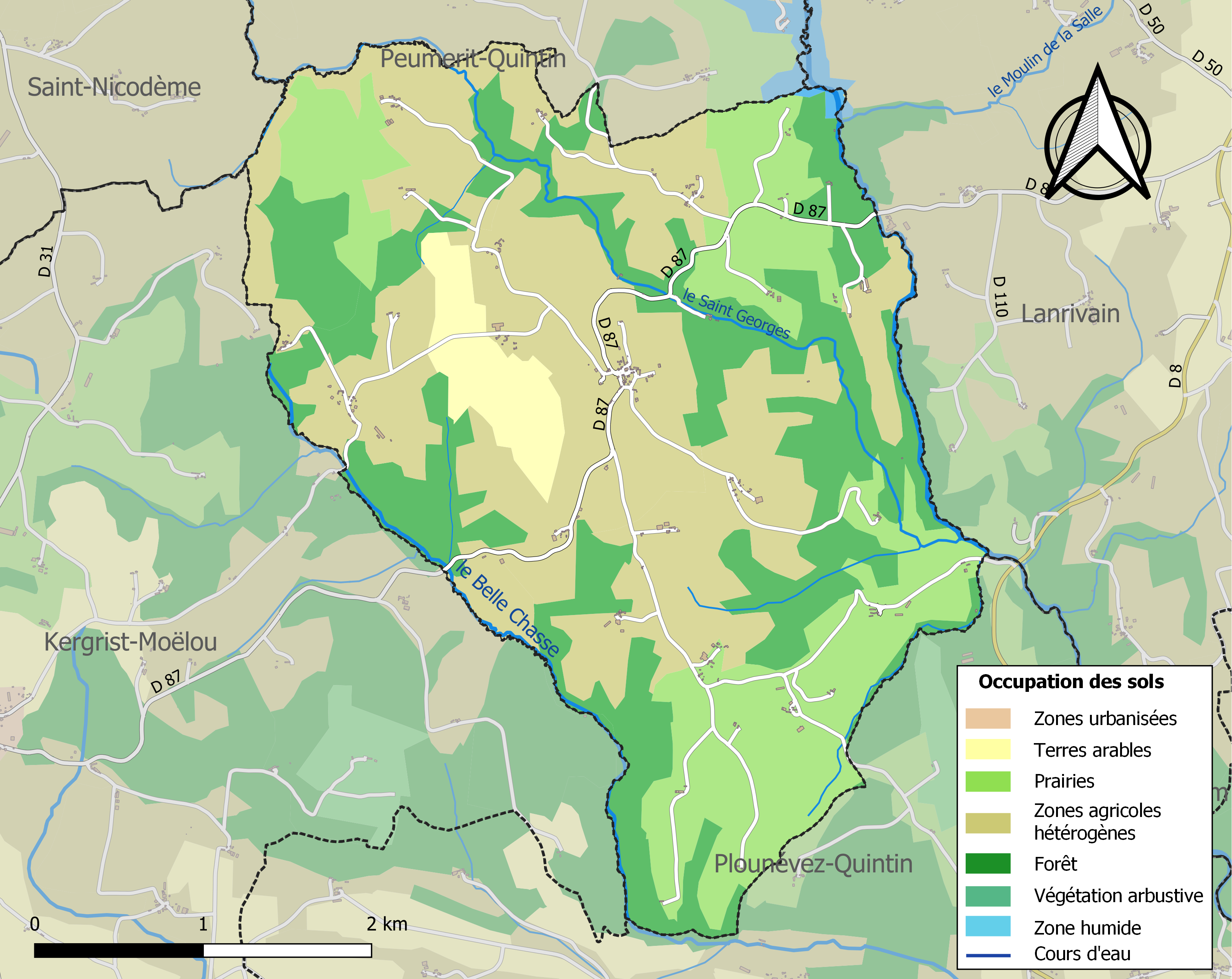
Carte des infrastructures et de l'occupation des sols de la commune en 2018 (CLC).

Le tableau ci-dessous présente l'occupation des sols de la commune en 2018, telle qu'elle ressort de la base de données européenne d’occupation biophysique des sols Corine Land Cover (CLC).
| Type d’occupation                                                                   | Pourcentage | Superficie (en hectares) |
| ----------------------------------------------------------------------------------- | ----------- | ------------------------ |
| Terres arables hors périmètres d'irrigation                                         | 4,1 %       | 57                       |
| Prairies et autres surfaces toujours en herbe                                       | 23,3 %      | 323                      |
| Systèmes culturaux et parcellaires complexes                                        | 29,2 %      | 405                      |
| Surfaces essentiellement agricoles interrompues par des espaces naturels importants | 14,3 %      | 198                      |
| Forêts de feuillus                                                                  | 26,3 %      | 366                      |
| Forêts de conifères                                                                 | 0,5 %       | 6,5                      |
| Forêts mélangées                                                                    | 2,4 %       | 33,5                     |
| Source : Corine Land Cover                                                          |             |                          |

## Toponymie
Le nom de la localité est attesté sous les formes Tremargat en 1306
, Treffve de Tremelgat en 1535 et en 1536. Tremargad en breton.

## Histoire

### Préhistoire et Antiquité
Trémargat possède des traces d’occupation  humaine ancienne : des menhirs, une enceinte fortifiée (le camp protohistorique de Toul-Goulic), près de Porsporel, et des monnaies romaines de Constantin le Grand. La voie romaine de Vorgium à Corseul passait par Trémargat.

### Révolution française
Pierre Caërou fut curé de Trémargat
entre 1782 et 1792, date à partir de laquelle, prêtre réfractaire il dut se cacher, changeant d'asile toutes les nuits, pour continuer à exercer clandestinement son ministère ; il fut pris un jour, alors qu'il se trouvait dans le village de Boisjoly, par des soldats républicains et fusillé dans la forêt de Lorge. Son corps fut retrouvé par sa nièce et inhumé dans le cimetière de Plounévez-Quintin.

### LeXIXesiècle

#### De la paroisse à la commune

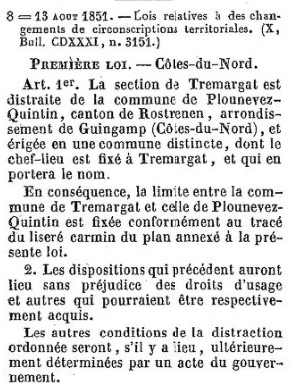
Loi concernant la création de la commune de Trémargat (8 août 1851, Collection complète des lois, décrets, ordonnances, réglements, et avis du Conseil d'Etat).

Trémargat était initialement une trève  de la paroisse de Plounévez-Quintin et dépendait jadis de l'évêché de Quimper, de la subdélégation de Quimper et du siège royal de Carhaix. Trémargat devient paroisse par l'ordonnance royale du 29 juin 1841 et commune indépendante, séparée de Plounévez-Quintin, par un décret en date du 8 août 1851.

#### Trémargat décrit en 1862
Joachim Gaultier du Mottay a décrit ainsi Trémargat en 1862 : « Territoire élevé, très accidenté, peu boisé, mais couvert d'un certain nombre de pommiers. Les terres sont assez bonnes. Les prés sont productifs, mais les landes qui composent le tiers environ de la commune sont de médiocre qualité ». L'auteur précise aussi que Trémargat est sans école, qu'on y parle le breton et que le sous-sol est granitique.

### LeXXesiècle

#### La Première Guerre mondiale
Le monument aux morts de Trémargat porte les noms de 31 soldats morts pour la France pendant la Première Guerre mondiale dont un, Louis Le Fell, en Grèce alors qu'il était membre de l'Armée française d'Orient.
Pierre Guégan, né en 1886 à Trémargat, soldat au 2e régiment d'infanterie, fut fusillé pour l'exemple le 3 septembre 1916 à Méharicourt (Somme).
L'avocat Louis Turmel (1866-1919), député-maire de Loudéac, impliqué en 1917 dans une célèbre affaire d'espionnage, est né à Trémargat.

### L'Entre-deux-guerres
Des carrières de granit ont été exploitées pour l'empierrement des routes, mais aussi pour la construction de maisons.

#### La Seconde Guerre mondiale
Le monument aux morts de Trémargat porte les noms de trois personnes mortes pour la France pendant la Seconde Guerre mondiale.
Le maquis Tito se développa à partir du printemps 1943 dans le quadrilatère Trémargat, Lanrivain, Peumerit-Quintin, Saint-Nicolas-du-Pélem, sous le commandement de Louis Pichouron, alias « commandant Alain ».

#### Fin duXXesiècle
Territoire aux terres pauvres et pendant longtemps en forte déprise démographique (690 habitants en 1935, 243 habitants en 1968, 152 en 1990) la commune a vu progressivement s'installer des néo-ruraux - parfois initialement qualifiés de « hippies » - motivés dès les années 1960 par la terre et les logements à bon marché, puis peu à peu intéressés aux enjeux écologiques.
Alors que les campagnes du Centre-Bretagne se vidaient, une poignée de jeunes couples inspirés par une idéologie soixante-huitarde décident de s'y installer, alors que la commune était considérée dans la décennie 1970 comme « pauvre et incultivable ». « On nous disait: "Malheureux que vous êtes, vous allez crever de faim, la terre est mauvaise, en pente avec des cailloux". On a pris ça comme un défi » dit François Salliou, futur maire de Trémargat. Ce fut le début du renouveau de la commune.

### LeXXIesiècle

#### Une commune singulière
La commune au début du XXIe siècle se caractérise surtout par des dynamiques dites durables assez remarquables : réseau des chemins, souci environnemental (la commune a échappé au remembrement), forte présence de l'agriculture biologique, entretien paysager, etc.
Le 13 octobre 2013, l'église paroissiale Saint-Gildas rouvre après avoir été fermée pendant douze ans ; les travaux de restauration ont coûté 250 000 euros.
Dans cette commune de moins de 200 habitants, on ne compte pas moins de 16 associations et 33 entreprises d'agriculteurs, potier, ébéniste, fleuriste, infirmiers, coutelier, , etc.
En 2022, Trémargat compte 14 exploitations agricoles, la plupart fonctionnant en bio et (ou) en circuit court ; les agriculteurs locaux sont proches d'Accueil paysan et de la Confédération paysanne. Le maire, François Saliou, déclare : « Les gens se sont installés ici parce que les terres n'étaient pas très chères ». Une association, la Pépie, gère l'épicerie et un gîte ; le café a été racheté par la commune et fonctionne avec une quinzaine de bénévoles qui aident deux personnes travaillant à mi-temps ; une machine à laver et un sèche-linge sont à la disposition des habitants. Le réaménagement du bourg s'est effectué quasi bénévolement, lors de chantiers collectifs.
Les terres pauvres de Trémargat constituent « l’un des milieux les plus hostiles de Bretagne. Dans ces conditions particulièrement dures, il fallait qu’ils inventent un modèle pour pouvoir rester. Cela les entraîne plus loin qu’ils ne le pensaient. Ils gagnent moins d’argent qu’ailleurs mais ont moins de dettes et plus de pouvoir » a expliqué Jean-Jacques Monnier.
Depuis 1989, la tradition locale veut que le maire ne puisse faire qu'un mandat, afin que les responsabilités soient tournantes. Une base nautique a été aménagée sur la rive du lac de Kerne-Uhel. Par contre, le faible nombre des habitants explique l'absence d'école dans la commune, la vingtaine d'enfants étant scolarisés dans les communes voisines de Lanrivain ou Kergrist-Moëlou.
Lors de l'élection des députés européens de juin 2024, Trémargat a été, avec Loc-Envel, l'une des deux seules communes de Bretagne à voter majoritairement pour la liste "Les Écologistes", qui y a même obtenu la majorité absolue (55 voix, soit 51,4 % des suffrages exprimés).

## Politique et administration

### Les maires successifs
| Période                                  | Période         | Identité           | Étiquette | Qualité                                            |
| ---------------------------------------- | --------------- | ------------------ | --------- | -------------------------------------------------- |
| Les données manquantes sont à compléter. |                 |                    |           |                                                    |
| 1851                                     | 1856            | Joseph Loison      |           | Agriculteur au bourg. Premier maire de la commune. |
| 1856                                     | 1871            | Guillaume Le Brun  |           | Cultivateur.                                       |
| 1871                                     | 1875            | François Kergréis  |           |                                                    |
| 1875                                     | 1880            | Jean-Marie Le Roux |           |                                                    |
| 1880                                     | juillet 1882    | Louis Feuvrier     |           |                                                    |
| 1882                                     | 21 octobre 1931 | Noël Le Cam        |           | Meunier.                                           |
| 1931                                     | 1935            | Yves Jéron         |           |                                                    |
| 1935                                     | 1945            | Louis Le Denmat    |           |                                                    |
| 1945                                     | mars 1983       | Jean Le Duigou     |           |                                                    |
| mars 1983                                | juin 1995       | Aimé Le Duigou     | DVD       | Fils du précédent                                  |
| juin 1995                                | mars 2001       | Éric Hamon         | DVG       |                                                    |
| mars 2001                                | mars 2008       | Vincent Munin      | DVG       | Responsable technique                              |
| mars 2008                                | mars 2014       | Éric Bréhin        | DVG       | Professeur de SES                                  |
| mars 2014                                | 28 mai 2020     | Yvette Clément     | app EÉLV  | Agricultrice                                       |
| 28 mai 2020                              | En cours        | François Salliou   | EÉLV      | Paysan                                             |

Au niveau local, la gouvernance fait intervenir tous les citoyens qui le souhaitent et le mandat de maire est unique, l'unique liste changeant de tête à chaque élection depuis 1995.

### Une commune rurale très à gauche
Le contexte particulier se traduit lors des élections nationales par des scores très importants en faveur des candidats de la gauche. Ainsi, Eva Joly et Jean-Luc Mélenchon finissent en tête du premier tour de l'élection présidentielle de 2012 avec respectivement 29,03 % et 27,42 % des suffrages exprimés, soit nettement plus que leurs résultats  nationaux. Au premier tour de l'élection présidentielle de 2017, Jean-Luc Mélenchon obtient 61,54 % des suffrages et Benoît Hamon, deuxième, obtient 14,69 %. Aux élections européennes de 2019, les 2 listes écologistes totalisent 42 % des suffrages exprimés.
Lors du premier tour de l'élection présidentielle le 10 avril 2022, Trémargat est la commune de la région Bretagne qui a donné le plus fort pourcentage de voix en faveur du candidat de la France insoumise Jean-Luc Mélenchon, celui-ci arrivant en tête avec 64,44 % des voix.

## Démographie
L'évolution du nombre d'habitants est connue à travers les recensements de la population effectués dans la commune depuis 1856. Pour les communes de moins de 10 000 habitants, une enquête de recensement portant sur toute la population est réalisée tous les cinq ans, les populations de référence des années intermédiaires étant quant à elles estimées par interpolation ou extrapolation. Pour la commune, le premier recensement exhaustif entrant dans le cadre du nouveau dispositif a été réalisé en 2008.

En 2022, la commune comptait 182 habitants, en évolution de +0,55 % par rapport à 2016 (Côtes-d'Armor : +1,78 %, France hors Mayotte : +2,11 %).
| 1856 | 1861 | 1872 | 1876 | 1881 | 1886 | 1891 | 1896 | 1901 |
| ---- | ---- | ---- | ---- | ---- | ---- | ---- | ---- | ---- |
| 626  | 593  | 556  | 612  | 598  | 558  | 566  | 553  | 611  |

| 1906 | 1911 | 1921 | 1926 | 1931 | 1936 | 1946 | 1954 | 1962 |
| ---- | ---- | ---- | ---- | ---- | ---- | ---- | ---- | ---- |
| 602  | 614  | 546  | 540  | 486  | 436  | 398  | 301  | 269  |

| 1968 | 1975 | 1982 | 1990 | 1999 | 2006 | 2008 | 2013 | 2018 |
| ---- | ---- | ---- | ---- | ---- | ---- | ---- | ---- | ---- |
| 243  | 199  | 187  | 152  | 171  | 167  | 168  | 193  | 190  |

| 2022 | - | - | - | - | - | - | - | - |
| ---- | - | - | - | - | - | - | - | - |
| 182  | - | - | - | - | - | - | - | - |

Ainsi, quoique rurale, la commune est très jeune (34 ans de moyenne d'âge) et connaît un timide renouveau (171 habitants en 1999).
En 2017, Trémargat était, selon l'INSEE, la commune de Bretagne où les retraités avaient le plus faible revenu imposable (12 804 euros).

## Économie
En janvier 2012, Trémargat est la première commune française alimentée en électricité d'origine 100 % renouvelable délivrée par Enercoop.
La commune fait partie des rares communes de moins de 200 habitants à s'être dotée d'un plan local d'urbanisme (PLU) pour gérer son développement.

### Épicerie associative
Le 28 octobre 2012 ouvre une épicerie associative installée dans une extension du « Trémargad café », géré par une association depuis 2008. Il s'agit d'une épicerie paysanne de proximité offrant des produits locaux de qualité issus de pratiques agricoles respectueuses de l'environnement. Lieu de rencontre et d'échanges entre les habitants et les visiteurs, l'association est animée par huit bénévoles et propose des produits à prix coûtant. La commune investie dans ce projet 50 000 € sur les 120 000 € du projet.

### SCI de Trémargat
La société civile immobilière (SCI) de Trémargat est créée en 2013 afin de garder la commune vivante et d'installer de nouveaux agriculteurs. La SCI permet d'éviter la spéculation foncière d'agriculteurs ou de chasseurs intéressés par la seule possession de la terre. La sélection de l'exploitant par la SCI et la redistribution de la terre acquise se font dans l'optique d'éviter la disparition d'une exploitation, que la production agricole ou maraîchère soit réelle, que les méthodes de culture respectent l'environnement (l'agriculture doit être durable, à l’herbe, sans intrant), qu'il n'y ait pas de volonté de s'étendre au détriment de ses voisins.
La commune accorde une subvention conséquente pour permettre le démarrage de la SCI et permettre l'installation d'un premier couple d'éleveurs. En 2015, une relance de la souscription de parts est activée afin de permettre l'acquisition de nouvelles terres pour l'installation d'un couple de maraîchers et l'agrandissement de la ferme du paysan-boulanger.

## Lieux et monuments
- Les Gorges de Toul-Goulic : ces gorges, où le Blavet disparait sous les rochers, sont à la limite des communes de Trémargat et Lanrivain.

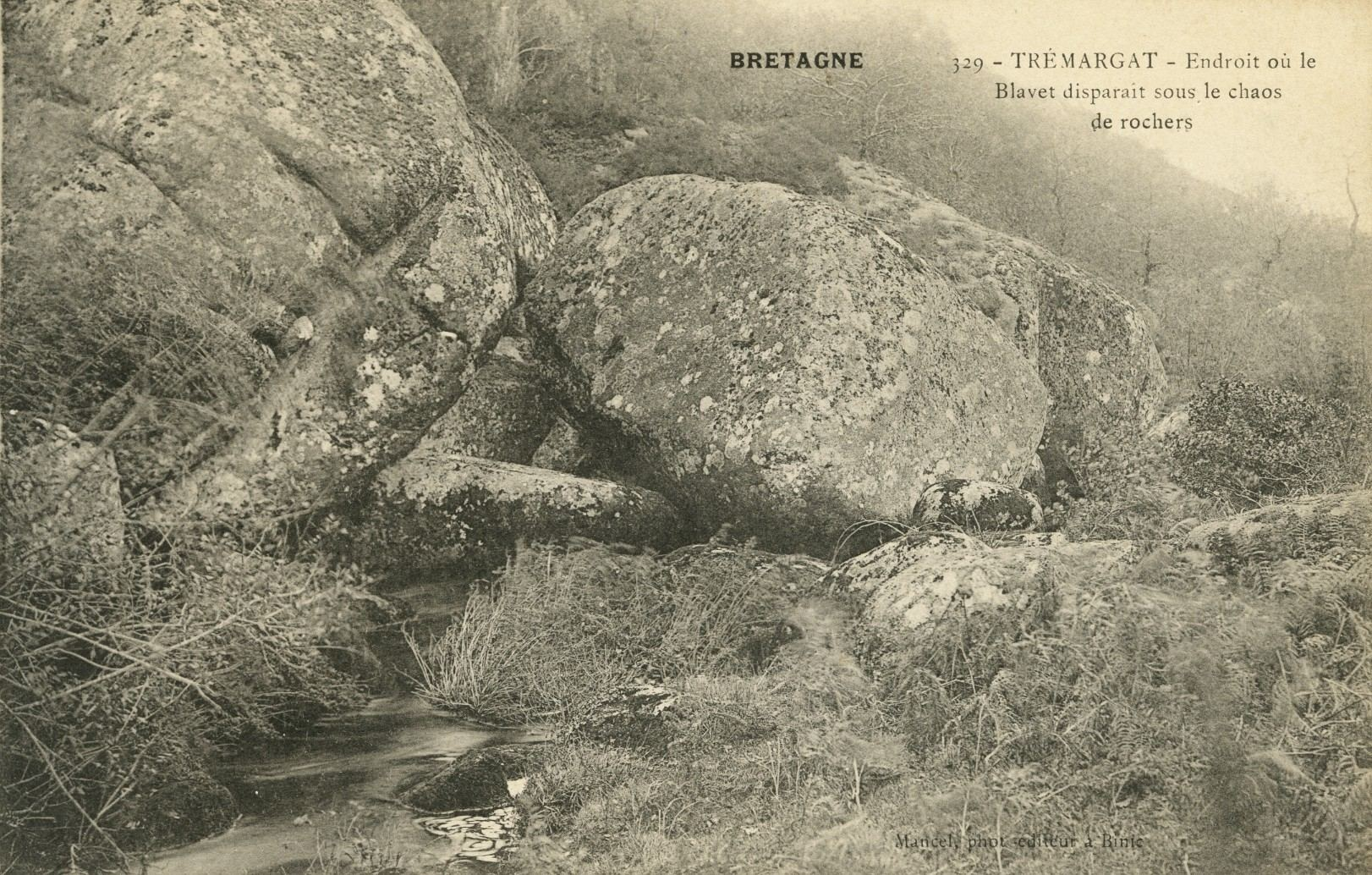
Gorges de Toul-Goulic : l'endroit où le Blavet disparaît sous les rochers.
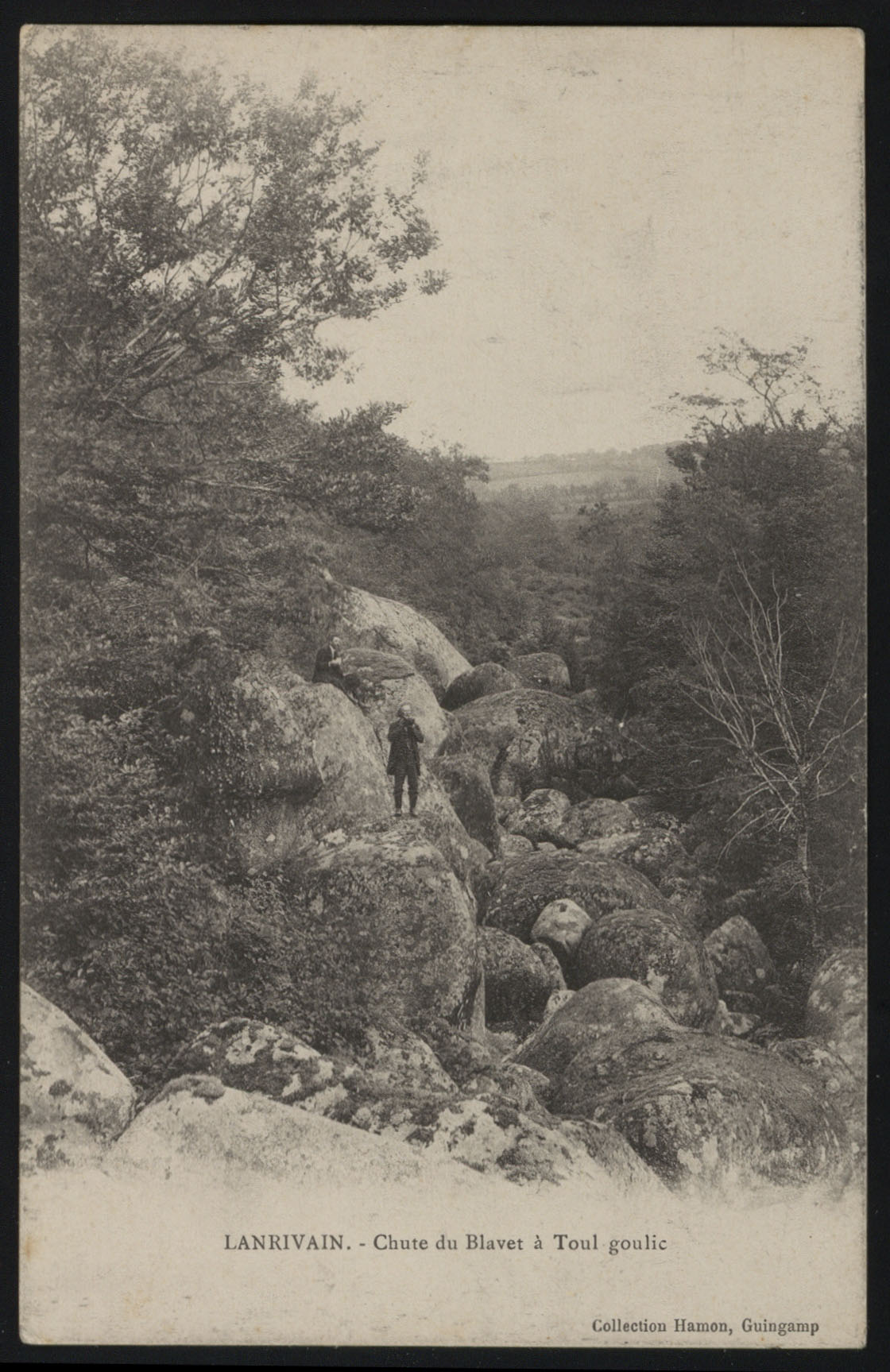
La chute du Blavet à Toul-Goulic.
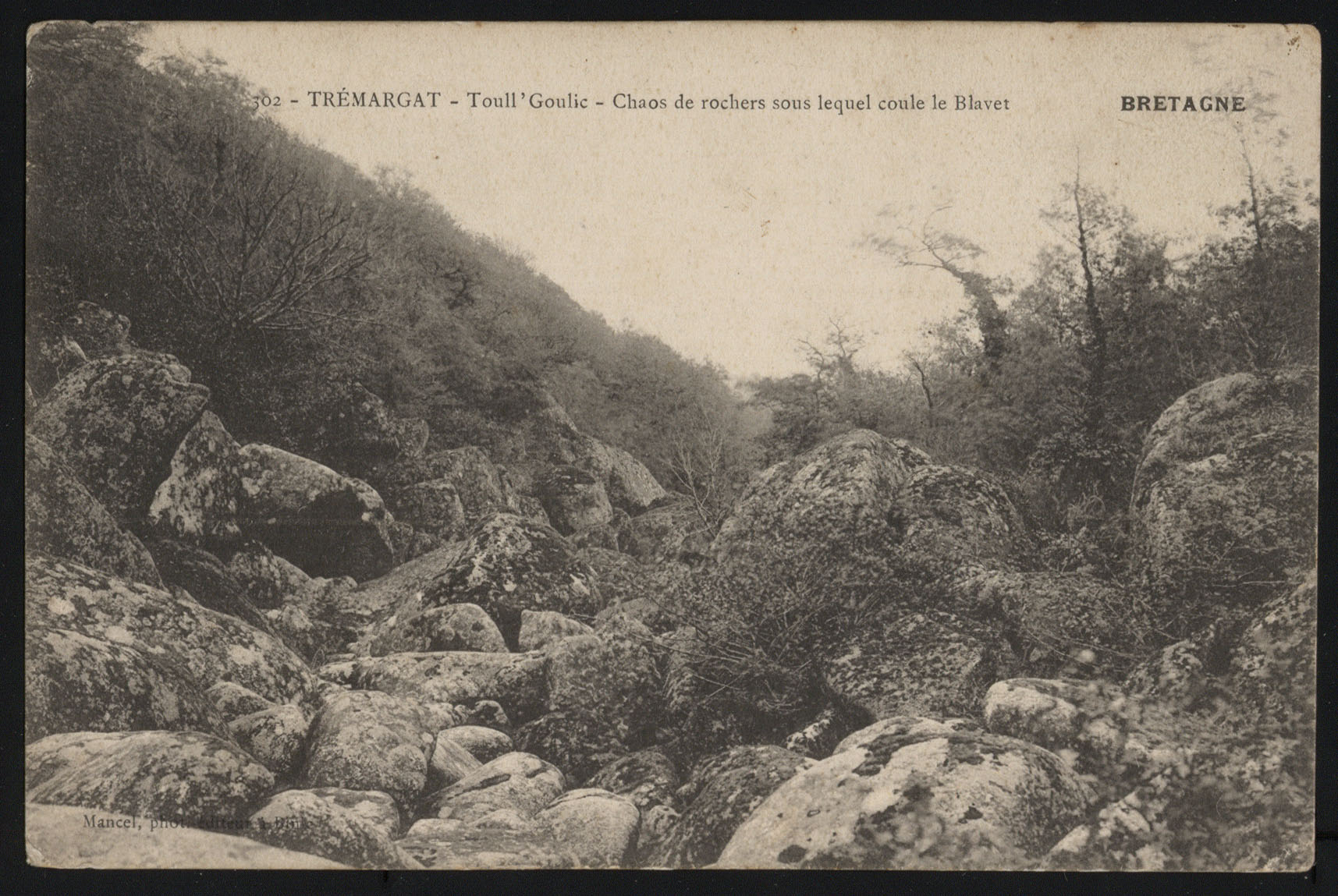
Gorges de Toul-Goulic : chaos de rochers sous lequel coule le Blavet.
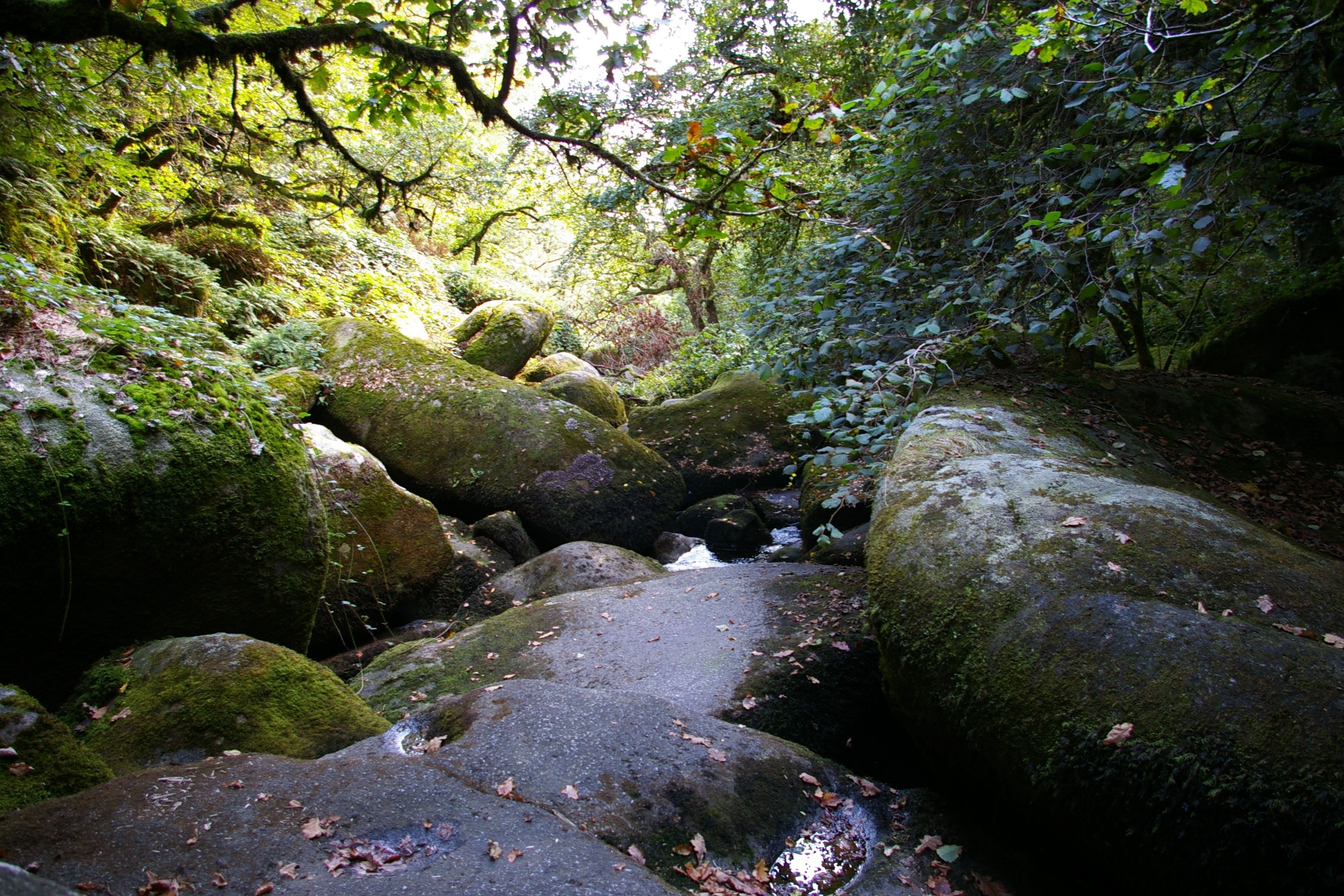
Le chaos rocheux de Toul-Goulic.
- Video des Gorges de Toul-Goulic.

- Menhir de Parc-ar-Menhir.
- Menhir de Prat-Rous-Cerch et de Prat-Tuntauren.
- Manoir de Lampoul Izellan : Théophile-Malo de La Tour d'Auvergne-Corret y aurait résidé et ses héritiers possédaient ce manoir au XIXe siècle.
- Église Notre-Dame, croix et cimetière, inscrits aux monuments historiques depuis 1927[44].

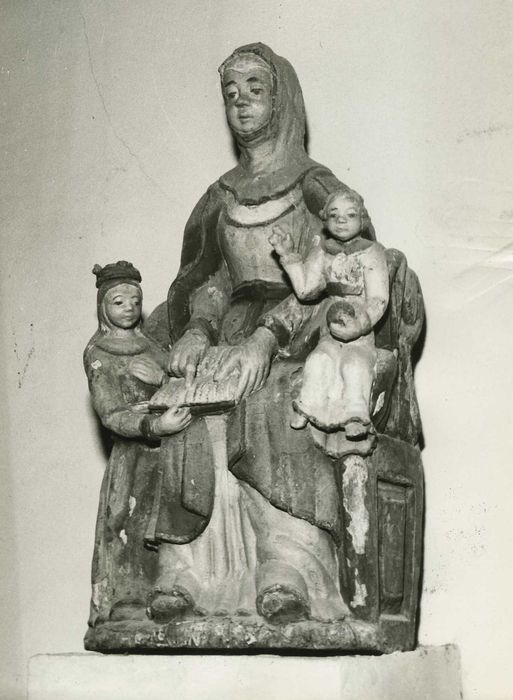
Église paroissiale Notre-Dame : groupe statuaire de Sainte Anne, la Vierge et l'Enfant Jésus.

- Camp protohistorique de Toul-Goulic  Inscrit MH (1965)[45].